# Ademar II de Périgueux
Ademar II de Périgord (o de Périgueux) fou un comte de Périgord i per un temps d'Angulema.
La seva figura és molt confosa. Inicialment Ademari comitis filii Guillelmi esmentat en un document del 942 fou identificat com fill de Guillem I Tallaferro; però després es va emetre la teoria (que sembla imposar-se) que era fill de Guillem I Périgord. Així a la mort de Guillem I de Périgord vers el 920 l'hauria succeït el seu fill gran Bernat de Périgord, però se sap que aquest tenia altres germans i aleshores eren tots esmentats com a comtes; un d'aquestos germans seria Ademar II. Les seves funcions al comtat de Pèrigord es desconeixen.
El 945 va morir Guillem I Tallaferro comte d'Angulema, i només va deixar fills bastards. Bernat I de Périgord si era viu hauria assolit el control del comtat amb el pretext de protegir els fills del difunt que eren menors d'edat, i hauria actuat conjuntament amb el seu germà Ademar II Però la successió dels fills bastards de Guillem I Tallaferro no fou acceptada; fos aprofitant la mort de Bernat, o la debilitat o mort d'Ademar II, els fills de Bernat (Arnald I Voratio +962), Guillem II Talleyrand +962, Ramnulf I +975 i Ricard), titulats tots ells "comte de Périgord" van assolir el control del comtat d'Angulema i se'n van proclamar igualment tots ells comtes sense reconèixer cap dret als fills bastards.